# Хуэйнин
Хуэйни́н (кит. упр. 会宁, пиньинь Huìníng) — уезд городского округа Байинь провинции Ганьсу (КНР). Название означает «спокойная Хуэйчжоу» (в средние века здесь размещались власти области Хуэйчжоу).

## История
Во времена империи Цинь на этих землях обитали юэчжи. В 174 году до н. э. они были вытеснены сюнну. При империи Западная Хань во времена правления императора У-ди генерал Хо Цюйбин в 121 году до н. э. разгромил сюнну и присоединил эти места к империи Хань; в 114 году до н. э. в этих местах был создан уезд Цзули (祖厉县), названный по реке Цзулихэ. Во времена диктатуры Ван Мана уезд Цзули был переименован в Сянли (乡礼县), но при империи Восточная Хань ему было возвращено прежнее название.
При империи Северная Чжоу в 563 году на месте бывшего уезда Цзули был создан уезд Улань (乌兰县).
При империи Суй был создан округ Хуэйнин (会宁郡), состоящий из уездов Лянчуань и Улань; власти округа разместились в Лянчуане. При империи Тан в 619 году округ Хуэйнин был переименован в область Сихуэй (西会州), а уезд Лянчуань — в уезд Хуэйнин. В 632 году была расформирована область Хуэйчжоу с административным центром в Минша, а область Сихуэй была переименована в Хуэйчжоу. В 716 году на месте бывшего уезду Цзули был создан уезд Лянчуань, и власти области Хуэйчжоу переехали туда. В 763 году Хуэйчжоу была захвачена тибетцами.
Тибетцы были выбиты из Хуэйчжоу тангутским государством Западное Ся, и Хуэйчжоу стала ареной борьбы между Западным Ся и китайской империей Сун. В 1104 году земли, на которых размещались власти Хуэйчжоу, стали уездом Фучуань (敷川县). К борьбе подключились чжурчжэни, и в 1130 году была проведена граница по Хуанхэ: земли западнее Хуанхэ отошли Западной Ся, земли восточнее Хуанхэ — чжурчжэньской империи Цзинь. В начале XIII века эти земли были захвачены монголами. В монгольской империи Юань было введено новое административное деление, и земли восточнее Хуанхэ вошли в состав области Хуэйчжоу, а земли западнее Хуанхэ — в состав области Инли (应理州). В 1352 году область Хуэйчжоу была переименована в Хуэйнин (会宁州).
После свержения власти монголов и установления китайской империи Мин область Хуэйнин была в 1377 году понижена в статусе до уезда Хуэйнин (会宁县).
В 1949 году уезд Хуэйнин вошёл в состав Специального района Динси (定西专区).
14 мая 1985 года постановлением Госсовета КНР был образован городской округ Байинь, и уезд Хуэйнин вошёл в его состав.

## Административное деление
Уезд делится на 16 посёлков, 11 волостей и 1 национальную волость.